# Андреас Шоєр
Андреас Шоєр (нім. Andreas Scheuer; нар. 26 вересня 1974, Пассау) — німецький політик, член партії Християнсько-соціальний союз (ХСС). Федеральний міністр транспорту і цифрової інфраструктури з 14 березня 2018 року.

## Біографія
У 1998 році здав перший державний іспит в Університеті Пассау на право викладати в школі, пізніше закінчив там же магістратуру з політології, економіки та соціології. У 2004 році отримав ступінь доктора філософії в Карловому університеті (Прага). У 2014 році Шоєра звинуватили в плагіаті, але проведена спеціальною комісією Карлова університету перевірка спростувала ці звинувачення.
У 2002 році обраний в Бундестаг за партійним списком від Баварії, а за підсумками виборів 2017 переміг в одномандатному окрузі Пассау з результатом 47,5 %.
До 2007 року обіймав різні посади в партійному апараті ХСС на місцевому та земельному рівні. З 2009 по 2013 рік у другому кабінеті Меркель був парламентським статс-секретарем свого однопартійця, міністра транспорту Петера Рамзауера, а в грудні 2013 року одноголосно обраний генеральним секретарем ХСС.
14 березня 2018 року одержав портфель міністра транспорту і цифрової інфраструктури при формуванні четвертого уряду Меркель.